# مثل بکام کات‌دار بزن
مثل بکام کات‌دار بزن (انگلیسی: Bend It Like Beckham) فیلمی در ژانر ورزشی و کمدی-درام به کارگردانی گاریندر چادا است که در سال ۲۰۰۲ منتشر شد.

## بازیگران
- پارمیندر ناگرا
- جاناتان ریس میرز
- کیرا نایتلی
- آرچی پنجابی
- انوپم کهیر
- فرانک هارپر
- گری لینکر
- جان بارنز
- جولیت استیونسون
- پریا کالیداس